# 渡辺啓助
渡辺 啓助（わたなべ けいすけ、1901年1月10日（1900年末?） - 2002年1月19日）は、日本の推理作家。本名は渡辺 圭介。渡辺伊太郎・渡辺ツネの次男で、画家の渡辺東は娘、推理作家の渡辺温は実弟である。秋田県秋田市生まれ。

## 来歴
セメント技師の父の赴任のため、生後まもなく北海道谷好村（現在の北斗市）に、次いで1905年東京・深川に、1912年茨城県高鈴村（現在の日立市）に転居。茨城県水戸中学校（現在の茨城県立水戸第一高等学校）を経て、1920年青山学院高等部英語師範科入学。1925年同校を卒業し、群馬県立渋川中学校（現在の群馬県立渋川高等学校）で英語教員となるが、翌1926年辞職し九州帝国大学（現在の九州大学）法文学部史学科に入学。西洋史を専攻した。
大学在学中の1928年、渡辺温とともに江戸川乱歩名義でエドガー・アラン・ポーの短編を翻訳、「ポー、ホフマン集 世界大衆文学全集30」（改造社）に掲載。1929年、「新青年」の企画「映画俳優による探偵小説競作」に、当時の人気俳優岡田時彦のゴーストライターとして、処女作「偽眼（いれめ）のマドンナ」を発表。
1930年大学を卒業し、福岡県八女中学校の歴史教師になる。この頃の教え子に、小島直記、中薗英助がいる。
筆名を渡辺圭介→渡辺啓介→渡辺啓助と変えながら、「新青年」誌に短編を発表。1935年には第一作品集「地獄横丁」を刊行。1937年、茨城県立龍ヶ崎高等女学校に転任するが、校風を嫌い翌年辞職し上京、以後創作に専念。
1942年、大日本帝国陸軍報道部の嘱託により美川きよとともに「新青年」から大陸に派遣され、内モンゴルのオルドス地方などを視察。この見聞を元にして書かれた作品は3期連続で直木賞候補に推される。
終戦後は家族の疎開先である群馬県渋川町に落ち着き、昭和20年代をほぼこの地で過ごすことになる。「新青年」や「宝石」「講談雑誌」などに多数の短編を書いたほか、連載長編「東京ゴリラ伝」「悪魔の唇」を手掛けた。
1954年東京に戻る。1957年には、今日泊亜蘭、矢野徹らとSF同人「おめがクラブ」を設立。1960年から1963年には、木々高太郎に代わって日本探偵作家クラブ（現在の日本推理作家協会）4代目会長を務める。この頃から小説の発表は減り、絵・書や詩作などの表現活動を盛んに行うようになる。晩年は鴉に材をとり絵筆をふるった。また、文芸サークル「鴉の会」を主宰した。
戦前の「新青年」をはじめとする探偵小説界を知る最後の生き証人であった。2001年に100歳を記念したアンソロジー「ネメクモア」（東京創元社）が刊行された。墓所は港区大増寺。

## 代表作
- 「偽眼のマドンナ」（新青年 1929年6月号）
- 「地獄横丁」（新青年 1933年4月号）
- 「聖悪魔」（新青年 1937年1月号）
- 「密林の医師」（新青年 1942年6月号）
- 「オルドスの鷹」（新青年 1942年11月号）
- 「西北撮影隊」（新青年 1943年5月号）
- 「魔女物語」（新読物 1946年10月号）
- 「浴室殺人事件」（クラブ 1949年2月号）
- 『鮮血洋燈』（講談社） 1956年 - 書き下ろし
- 「吸血鬼考」（宝石 1957年7月号）
- 『海・陸・空のなぞ』 （新潮社） 1958年 - 書き下ろし
- 「クムラン洞窟」（宝石 1959年2月号）
- 『海底結婚式』（桃源社） 1960年 - 書き下ろし
- 「探偵横丁下宿人」（小説推理 1976年1月号 - 1977年12月号）
- 『鴉 誰でも一度は鴉だった』（山手書房） 1985年

## 賞候補歴
- 直木三十五賞候補 - 「密林の医師」「オルドスの鷹」（1942）、「西北撮影隊（後に「洞窟の女学生」と改題）」（1943）
- 日本探偵作家クラブ賞候補 - 「血笑島にて」（1957）、「吸血鬼考」（1958）、「寝衣（ネグリジェ）」（1959）ほか